# واسیل لوسکی
واسیل لوسکی (بلغاری: Васил Левски، املای اصلی Василъ Лѣвскій، pronounced&nbsp;[vɐˈsiɫ ˈlɛfski])، زاده واسیل ایوانف کونچف (Васил Иванов Кунчев؛ ۱۸ ژوئیه ۱۸۳۷–۱۸ فوریه ۱۸۷۳)، انقلابی بلغاری و امروز یک قهرمان ملی بلغارستان است. لوسکی که به " رسول آزادی " لقب یافته بود، ایدئولوگ و استراتژیست جنبش انقلابی برای رهایی بلغارستان از حکومت عثمانی بود. لوسکی سازمان انقلابی داخلی را تأسیس کرد و به دنبال ایجاد قیام سراسری از طریق شبکه‌ای از کمیته‌های مخفی منطقه‌ای بود.

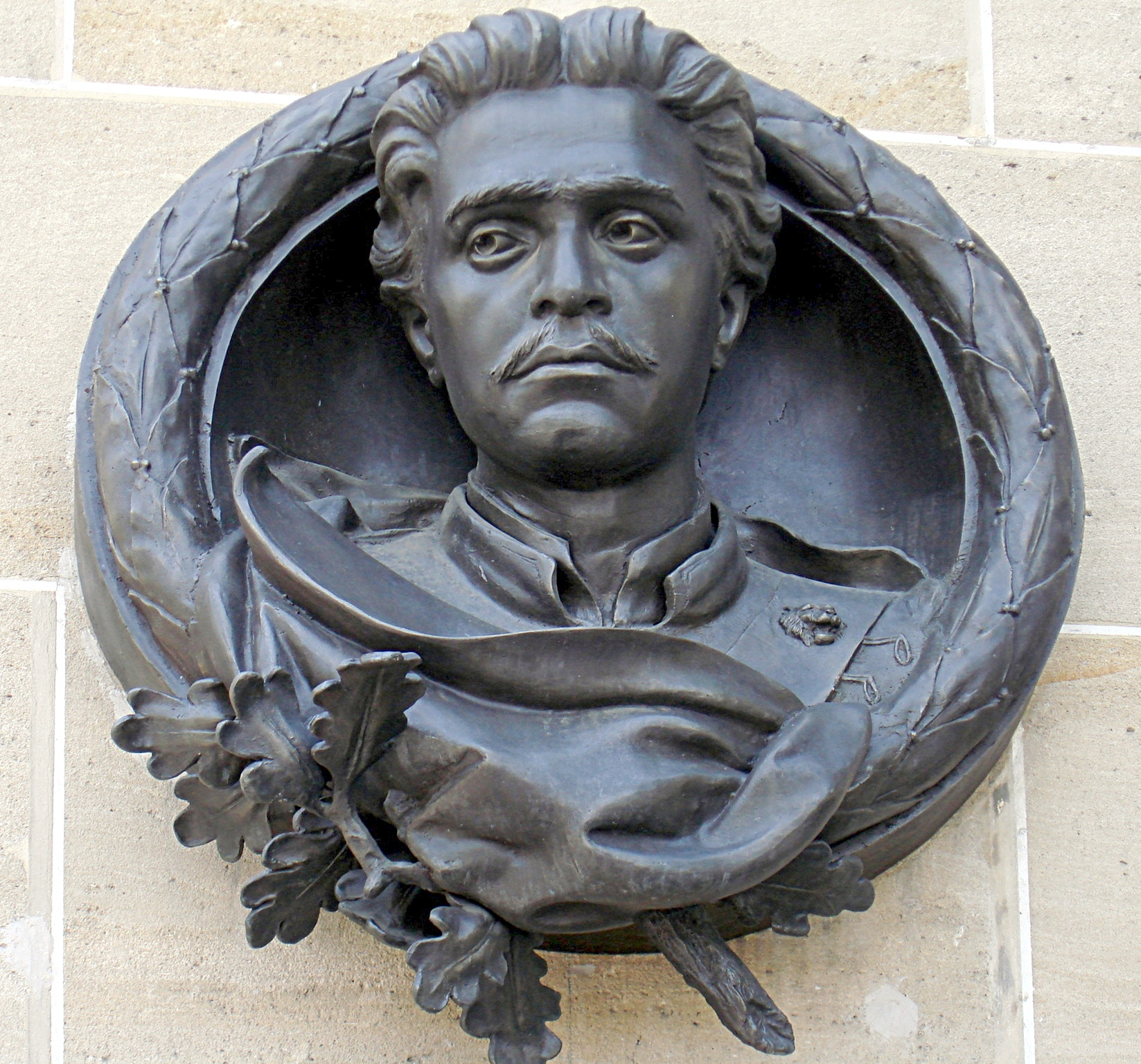
نقش‌برجسته واسیل لوسکی در سفارت بلغارستان در پاریس